# Salzachtal (Landschaftsschutzgebiet)

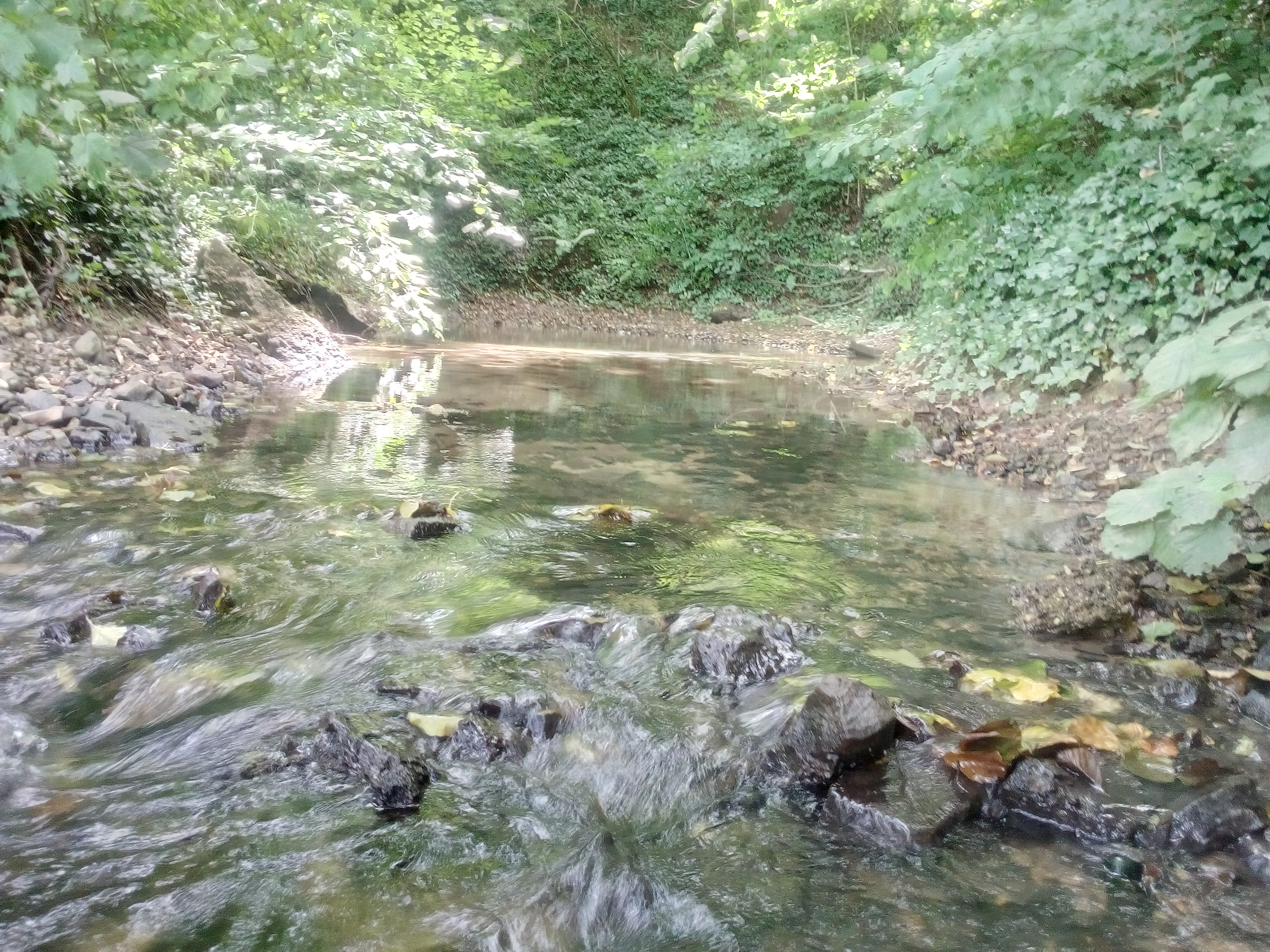
Die Salzach im ehemaligen LSG im Jahr 2019

Das Salzachtal war ein 157 Hektar großes Landschaftsschutzgebiet auf dem Gebiet der Stadt Bretten im Landkreis Karlsruhe in Baden-Württemberg. Es wurde am 1. Juni 1953 ausgewiesen. Mit der Ausweisung des Landschaftsschutzgebiets Brettener Kraichgau (Lohnwald und Talbachniederung Neibsheim, Kuckucksberg und Aspe Büchig, Waldwingert Bauerbach, Großmulte Gölshausen, Weinberg Dürrenbüchig, Sprantal und Salzachtal Ruit) am 14. Juli 2006 wurde die Verordnung aufgehoben und das Landschaftsschutzgebiet in das neue Schutzgebiet integriert.
Es umfasste das Tal der Salzach, einem der Quellbäche des Saalbachs bei Bretten-Ruit.